# زآرالنون
زآرالنون (به انگلیسی: Zearalenone) یک ترکیب شیمیایی با شناسه پاب‌کم ۵۲۸۱۵۷۶ است. که جرم مولی آن ۳۱۸٫۳۶۴ g/mol می‌باشد. 